# Саришухон
Саришухон (тадж. Саришухон) — село в Раштском районе Таджикистана. Входит в состав сельской общины (джамоата) Аскалон. Расстояние от села до центра района (пгт Гарм) — 14 км, до центра джамоата (село Додбахт) — 4 км. Население — 326 человек (2017 г.), таджики. Население в основном занято сельским хозяйством.